# ڗ
Tse (ڗ) est une lettre additionnelle de l’alphabet arabe utilisée dans l’écriture du lezguien.

## Utilisation
Dans l’écriture du lezguien, ‹ ڗ › représente une consonne affriquée alvéolaire sourde éjective [tsʼ].
Dans l’écriture de l'alphabet national tchadien et du Maba, ‹ ڗ › représente une Consonne occlusive rétroflexe sourde [ʈ].